# Palatul Elian din Cluj-Napoca
Palatul Elian din Cluj-Napoca este un monument istoric și de arhitectură situat pe strada Horea nr. 2. Edificiul se găsește în lista monumentelor istorice din județul Cluj sub cod LMI CJ-II-m-B-07347.

## Istoric
Clădirea a fost construită în anul 1891 în stil Secession.